# Ірматов Равшан Сайфіддінович
Равшан Ірматов (узб. Равшан Эрматов, Ravshan Ermatov, * 9 серпня 1977, Ташкент) — узбецький футбольний арбітр. Арбітр ФІФА з 2003 року. Названий найкращим арбітром Азії у 2008 та 2009 роках. Обслуговував фінальний матч клубного чемпіонату світу з футболу 2008.

## Чемпіонат світу 2010
Був обраний для проведення матчу-відкриття (ПАР — Мексика) на чемпіонаті світу з футболу 2010 у Південно-Африканській Республіці. А потім він обслуговував матчі Англія — Алжир, Греція — Аргентина, Німеччина — Аргентина і півфінальний матч Уругвай — Нідерланди. Наймолодший арбітр чемпіонату світу 2010. 